# Stockholms Weckoblad
Stockholms Weckoblad var en dagstidning som gavs ut i Stockholm från den 23 februari 1745 till 1779. Tidningen hade två delar: Lärda saker och rön samt Politie och Commercie tidningar. I den förra kunde man läsa om sjukdomar, nya vetenskapliga rön, meteorologiska observationer, och insända bidrag, medan Politie och Commercie tidningar innehöll officiella kungörelser, affärsnyheter, födelsestatistik och alla som avlidit.

## Tryckning och redaktion
Boktryckaren Peter Momma erhöll i december 1744 privilegium för Stockholms Weckoblad, vid vars redaktion han biträddes av J. Röding. Under den tid tidningen gavs ut av hans måg Henrik Fougt, redigerades tidningen åren 1774–1779 av hans dotter Elsa Fougt.
Tidningen trycktes på Kungliga Boktryckeriet hos P. Momma från 1745 till 1768 sedan hos W. Momma 1769 och 1770, därefter hos Grefingska tryckeriet från 5 januari till 12 januari 1771. Tryckeriet kallades sedan före Grefingska tryckeriet från 13 januari  1771 till 19 augusti samma år. Det hette sedan att tryckare var Grefingska tryckeriet hos Henrik Fougt från 28 augusti till 4 november 1771 och därefter var tryckeriet Henrik Fougt från 11 november 1771 till den 17 augusti 1772 och slutligen Kungliga Tryckeriet hos Henrik Fougt från 24 augusti 1772 till 1779. Tidningen trycktes med frakturstil, och frakturstil förekom blandad med antikva åren 1763 och 1764, med antikva från 1774.
Tidningen gavs ut på lördagar från 23 februari 1745 till 13 juli 1771, sedan på måndagar från 22 juli 1771 till 27 december 1773. Tidningen hade fyra sidor i kvartoformat (17 à 18,8 x 12,2 à 14 cm), med två spalter 1745 och en spalt 1746–1773. Den kom ut två dagar i veckan måndagar och torsdagar 1775, med supplement på lördagar. Utökningen ökades till tre dagar i veckan – måndag, torsdag och lördag – 1776 samt återgick till en gång per vecka (lördagar) 1774 och 1777–1779. Under dessa år på 1770-talet hade tidningen fyra sidor i folioformat med 2 spalter (28,5 à 36 x 17,5 à 20 cm) och gav ut talrika supplement 1774–1776.

## Utgivning och innehåll
Tidningsutbudet var ganska stort i Stockholm, och 1770 fanns det 28 olika periodiska skrifter i huvudstaden. Den då största nyhetstidningen var Inrikes Tidningar. Tidningsutgivaren Peter Momma tog upp kampen med denna med sin egen Stockholms Weckoblad.

### Två delar
Stockholms Weckoblad var under åren 1745–1773 övertitel på två särskilda huvudsektioner eller delar: Lärda saker och rön samt Politie och commercie tidningar. Tidningarna utgjorde vardera ett blad av Weckobladets halva ark som tillsammans bildade 4 sidor. 
Lärda saker och rön var försedd med sidnummer. De lärda sakerna var inriktade på praktiska saker och inte litterära, så det var mest medicin och naturvetenskap som avhandlades i spalterna. De första årgångarna refererade till böcker i dessa ämnen. Referaten hämtades i utländska källor, och någon kritisk granskning förekom inte. Utdragen ur svenska handlingar var inte så få men kom från vetenskapsakademins handlingar och någon ekonomisk traktat. Några arbeten om fornforskning av Erik Julius Biörner publicerades. Sista numret i årgångarna 1745–1755 innehöll ett alfabetiskt register över årgångens innehåll; i årgångarna 1756–1763 var detta ersatt av en Förteckning på de ekonomiska berättelser och rön, som influtit i årets Weckoblad.
Den 30 april 1763 inleddes i Lärda saker och rön artikeln "Läkaren", som fortsatt under elva år i varje nummer och avslutades den 27 december 1773. Artikeln "Läkaren" indelades i Stycken, av vilka styckena nr 31–36 blev tryckta särskilt 1764, och 1765  med 48 sidor i kvartoformat. Man hade tänkt ge ut denna skrift i bokform, men detta blev aldrig av, utan den fortsattes såsom förut i nummer 6 1765 och följande. 1768 kom andra delen av Svenska Archivum ut som bihang till Stockholms Weckoblad. Arbetet hade historikern Samueul Loenbom som utgivare.
Politie och commercie tidningar var onumrerad och opaginerad. Dess innehåll var förteckningar på döda, resande, kungörelser, taxor, annonser och liknande. Den utgör fortsättning av nummer 45 av Lärda saker och rön och gavs ut till och med 1773. Politie och commercie tidningar återinfördes 1776, Annonserna var – enligt nederländskt bruk – tryckta i marginalerna av åtskilliga nummer, vilkar då hade betydligt större format (36 x 20,3 cm). Detta sätt att annonsera har inte förekommit i andra tidningar i Sverige.

### Allehanda
Årsprenumeranterna på Stockholms Weckoblad fick gratis på tisdagar eller fredagar, från den 20 oktober till den 24 november 1767, bladet Allehanda som en bilaga till Weckobladet. Sedan åtta blad av Allehanda hade utkommit 1767, hörande till nummer 42–47 av Stockholms Weckoblad, gavs detta bihang ut under titeln Dagligt Allehanda från 25 november 1767 till den 31 mars 1768; detta var varje vardag då Weckobladet utkom, utom på lördagen. Påskriften var först Kan läggas till Stockholms Wekoblad detta år eller – under 7 april till 14 april 1768 – Kan läggas till Politie-Tidningarne wid Wekobladet av nästlidna Lördag. Därefter fortsatte utgivningen utan dylikt tillägg fram till slutet av 1768.
Från och med 1769 började Dagligt Allehanda komma ut såsom särskild tidning.